# Hans Baasner
Hans Baasner (1 de novembro de 1916 - 21 de março de 1983) foi um oficial alemão que serviu durante a Segunda Guerra Mundial. Foi condecorado com a Cruz de Cavaleiro da Cruz de Ferro.

## Condecorações
| Cruz de Ferro 2ª Classe                                |
| Cruz de Ferro 1ª Classe                                |
| Cruz de Cavaleiro da Cruz de Ferro 11 de março de 1943 |